# Sławomir Dalka
Sławomir Dalka (ur. 24 lipca 1925 w Poundenie (Ziemia Wileńska w II Rzeczypospolitej), zm. 18 lipca 2008 w Gdańsku) – polski prawnik, adwokat, profesor nauk prawnych, profesor zwyczajny Uniwersytetu Gdańskiego, specjalista z zakresu postępowania cywilnego.

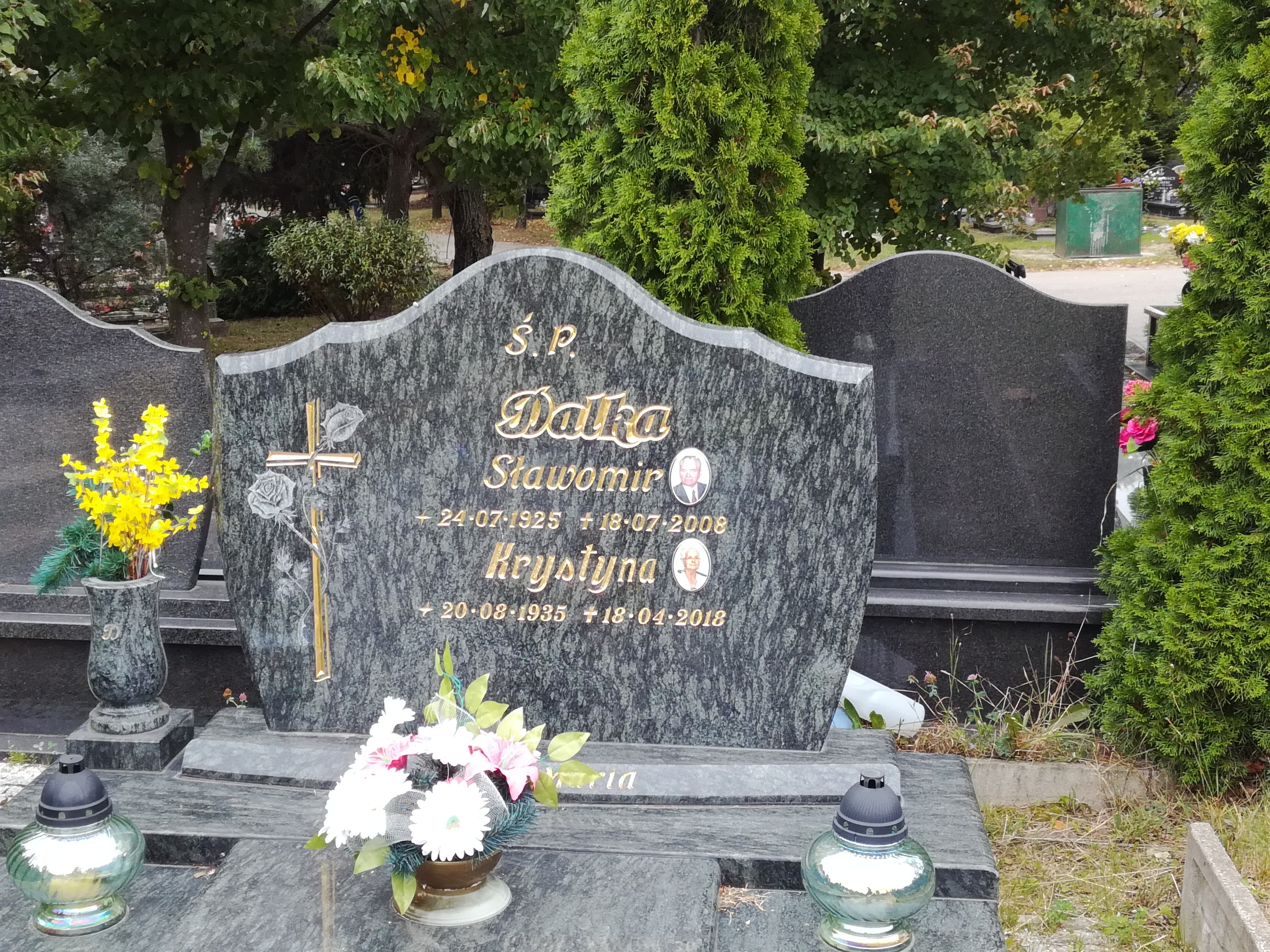
Grób profesora Sławomira Dalki na Cmentarzu Łostowickim w Gdańsku

## Życiorys
W 1952 roku ukończył studia prawnicze na Wydziale Prawa Uniwersytetu Łódzkiego. Przez kolejne dwa lata pracował w Zakładach Chemicznych „Pabianice”, a następnie do 1956 w Gdańskim Przemysłowym Zjednoczeniu Budowlanym. W 1959 został adwokatem. Zawód ten wykonywał do 1973, początkowo w Elblągu, a następnie w Gdańsku.
W 1970 na podstawie pracy pt. Skutki prawne przedawnienia zobowiązań w polskim prawie cywilnym otrzymał stopień doktora na Uniwersytecie Mikołaja Kopernika w Toruniu. Dwa lata później rozpoczął pracę na Wydziale Prawa Uniwersytetu Gdańskiego, początkowo na podstawie umowy zlecenia, a od 1974 jako adiunkt. Stopień doktora habilitowanego uzyskał w 1978 na podstawie dorobku naukowego oraz pracy pt. Ochrona sądowa roszczeń majątkowych w postępowaniu nakazowym i upominawczym. W 1989 uzyskał tytuł profesora nadzwyczajnego, a pięć lat później objął stanowisko profesora zwyczajnego. W latach 1981–1995 pełnił funkcję kierownika Katedry Postępowania Cywilnego UG. Na emeryturę przeszedł w 1995, jednak do 2005 kontynuował pracę naukową.

## Odznaczenia
Odznaczony Krzyżem Kawalerskim Orderu Odrodzenia Polski, Złotym i Srebrnym Krzyżem Zasługi, Medalem Komisji Edukacji Narodowej, Medalem Uniwersytetu Gdańskiego, Odznaką honorową „Zasłużonym Ziemi Gdańskiej”.

## Ważniejsze publikacje
- Skutki prawne przedawnienia zobowiązań w polskim prawie cywilnym (1972)
- Ochrona sądowa roszczeń majątkowych w postępowaniu nakazowym i upominawczym (1977)
- Postępowanie arbitrażowe (1982)
- Sądowe postępowanie cywilne: założenia ogólne i proces cywilny (1984)
- Sądownictwo polubowne w PRL (1987)
- Podstawy postępowania cywilnego (1989)